# GStreamer
GStreamer는 GObject 기반 자료형 체계와 더불어 C 프로그래밍 언어로 작성한 파이프라인 기반 멀티미디어 프레임워크이다.
GStreamer는 단순 오디오 재생, 오디오 및 비디오 재생, 녹음, 스트리밍 및 편집을 비롯하여 프로그래머가 다양한 미디어 관리 구성 요소를 만들 수 있게 해 준다. 파이프라인 디자인은 영상 편집기, 스트리밍 미디어 브로드캐스터, 미디어 플레이어와 같은 수많은 종류의 멀티미디어 응용 프로그램을 만드는 역할을 한다.

## 배포
GStreamer 기술의 주된 사용자인 그놈 데스크톱 환경은 그놈 버전 2.2부터 GStreamer를 기본 포함하고 있다. 그놈과 GTK+의 응용 프로그램들이 이 기술을 많이 사용하고 있다. 그 밖의 프로젝트들 또한 이 기술을 사용하거나 지원하는데 이를테면 Chameleo 미디어 플랫폼, 포논 미디어 프레임워크, 송버드 미디어 플레이어가 있다.
또, GStreamer는 Palm Pre, 노키아 770, N800, N810, N900 인터넷 태블릿과 같이 마에모 운영 체제를 사용하는 임베디드 기기에서도 동작한다.
크로스 플랫폼이 고려되어, 리눅스 (x86, PowerPC 그리고 ARM), 솔라리스 (인텔, SPARC) 그리고 오픈솔라리스, FreeBSD, NetBSD, OS X, 마이크로소프트 윈도우, 그리고 OS/400에서 작동 되는 것으로 알려져있다. GStreamer는 파이썬, Vala, C++, 펄, GNU Guile, 루비와 같은 프로그래밍 언어를 위한 바인딩을 가지고 있다. GStreamer의 라이선스는 GNU LGPL이다.